# 瘤海羽水蚤
瘤海羽水蚤（学名：Haloptilus fertilis）为亮羽水蚤科海羽水蚤屬下的一个种。